# علی‌اشرف افخمی
علی اشرف افخمی (زاده ۲ آبان ۱۳۲۹ تهران) بانکدار و مدیر اجرایی ایرانی است، وی از آبان ماه ۱۳۹۲ تا مرداد ماه ۱۳۹۷ به‌عنوان مدیرعامل و رئیس هیئت مدیره بانک صنعت و معدن فعالیت می‌نمودند. 
افخمی دانش‌آموخته مهندسی مکانیک از دانشگاه صنعتی امیرکبیر است. وی در فاصله سال‌های ۱۳۸۴ تا ۱۳۹۲ ریاست هیئت مدیره بانک کارآفرین را برعهده داشت. از دیگر سوابق مدیریتی افخمی می‌توان به: مدیرعاملی سازمان صنایع ملی ایران، معاونت وزیر کار و امور اجتماعی، قائم‌مقام رئیس سازمان تأمین اجتماعی، مدیرعامل و رئیس هیئت مدیره شرکت کشتیرانی جمهوری اسلامی ایران اشاره کرد.